# Plazia
Plazia är ett släkte av korgblommiga växter. Plazia ingår i familjen korgblommiga växter.
Kladogram enligt Catalogue of Life:
| Plazia | \| \| Plazia cheiranthifolia \| \| \| \| \| \| Plazia daphnoides \| \| \| \| |
|        | \| \| Plazia cheiranthifolia \| \| \| \| \| \| Plazia daphnoides \| \| \| \| |
|        | Plazia cheiranthifolia                                                       |
|        |                                                                              |
|        | Plazia daphnoides                                                            |
|        |                                                                              |